# Tadeusz Baird
Tadeusz Baird (Grodzisk Mazowiecki 26 de juliol de 1928 – Varsòvia 3 de setembre de 1981) fou un compositor polonès.
Estudià en el conservatori de la seva ciutat natal. Va ser considerat com un dels millors compositors polonesos de la seva generació, junt amb Lutoslawski, Panufnik i Penderecki. La seva característica principal consistia, com els altres del grup, en la recerca d'una síntesi, especialment entre els serialismes dodecafònics, o aleatori, i les tècniques més o menys tradicionals, i fins i tot preclàssiques, en aquest sentit, els coetanis polonesos se situaren a un nivell que sols produí, entre els occidentals, de forma molt aïllada i, en realitat, sense una orientació general gaire clara.
Formà part de la important i innovadora generació de músics polonesos, entre els que també cal citar, a Serocki, Kotoński i Penderecki.

## Obres
- Sinfonietta (1949)
- Concert per a piano i orquestra (1949)
- 1a Simfonia (1950),
- premi de l'Estat polonès (1951)
- Colas Breugnon, suite per a flauta i orquestra de corda (1951)
- 2a Simfonia (1952)
- Dues sonatines per a piano (1952)
- Concert per a orquestra (1953)
- Suite lírica, sobre un text de J. Tuwin (1953)
- Cassació per a orquestra (1956)
- Quatre assaigs d'orquestració (1957)
- Quartet de corda (1958)
- Expressions variants, per a violí i orquestra (1959)
- Egzorta, per a recitador, cor i orquestra (1960)
- Eròtiques, per a soprano i orquestra (1961)
- Estudi, per a veus, orquestra piano i percussió (1961)
- Variacions envers un tema, per a orquestra (1963)
- Música de l'Epifania, per a orquestra (1963)
- i diversos conjunts de cambra per a flauta, oboè, clarinet, fagot i piano, cançons, composicions corals i diversos encàrrecs per al teatre i el cinema.